# Bruce Mines
Bruce Mines är en ort i Kanada.   Den ligger i provinsen Ontario, i den sydöstra delen av landet, 600 km väster om huvudstaden Ottawa. Bruce Mines ligger 188 meter över havet och antalet invånare är 566.
Terrängen runt Bruce Mines är platt, och sluttar söderut. Trakten är glest befolkad. Närmaste större samhälle är Thessalon, 18,7 km öster om Bruce Mines. 